# Yue (staat)
Yue (越, ook wel Yüeh) was een van de Lente en Herfststaten en later van de Strijdende Staten in China. De staat lag aan de oostkust bij de monding van de Jangtsekiang in de Oost-Chinese Zee in de huidige provincie Zhejiang.
Yue groeide tijdens de Lente en Herfstperiode uit tot een zeer machtige staat, mede door hulp van de staat Chu. Rond 500 v.Chr. zocht hertog Goujian van Yue oorlog met de noordelijke buur Wu. Toen in 473 v.Chr. Goujian erin slaagde Wu te veroveren, zou men zelfs kunnen zeggen dat het kort de sterkste staat van China was.
In 334 v.Chr. ging het Yue-leger op weg om de Qi-staat aan te vallen. Maar de koning van Qi wist de koning van Yue op andere gedachten te brengen en hem zijn veel sterkere buur Chu aan te vallen. Dus viel Yue Chu aan met een gedurfde aanval, maar de tegenaanval van Chu was verpletterend. Daarop viel Chu het verzwakte Yue binnen en lijfde Yue in in 333 v.Chr.